# Бои за Славянск (2014)
Бои за Славянск — боестолкновения во время войны в Донбассе между Вооружёнными силами Украины, и вооружёнными формированиями самопровозглашённой Донецкой Народной Республики, поддерживаемыми РФ, в городе Славянске Донецкой области Украины.
12 апреля 2014 года группа вооружённых людей под руководством Игоря Стрелкова пересекла российско-украинскую границу из Ростовской области России. По прибытии в Славянск, объединившись с местной «народной дружиной» и местным населением, они захватили административные здания (в частности, горотдел милиции и городскую управу), заявив о переходе города под контроль самопровозглашённой Донецкой Народной Республики. В результате столкновений с украинскими силовиками, длившихся два с половиной месяца, в ночь на 5 июля оставили Славянск. В тот же день город вернулся под контроль Украины.

## Хроника вооружённого противостояния

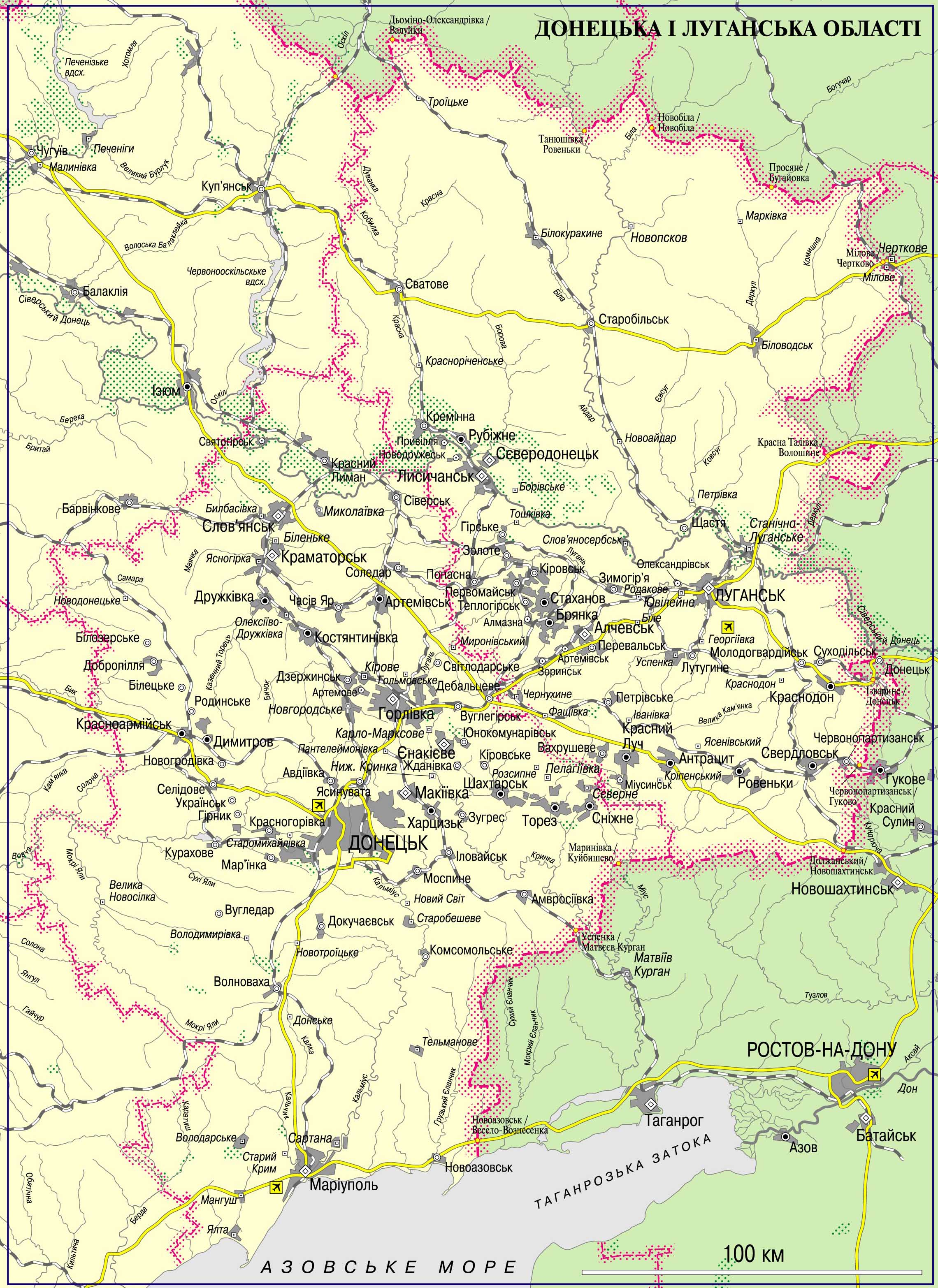
Карта населённых пунктов Донецкой и Луганской областей

### Начало событий
Соединившись с местной группой, отряд Стрелкова штурмовал горотдел милиции, затем — здание СБУ. Городскую управу заняли без боя. Над административными зданиями были подняты российские флаги. К обеду весь город был в руках сепаратистов. Оружием, захваченным в горотделе милиции, вооружились местные сепаратисты. В первый же день началось строительство укреплений и блокпостов вокруг города. Были перекрыты основные трассы, для этого задействовали технику и городские службы.
Члены отряда Стрелкова были вооружены лёгким стрелковым оружием, были одеты в камуфляжную форму и передвигались по городу на микроавтобусах.

Несколькими днями позднее, уехав из города, Городской голова Неля Штепа обвинит сепаратистов в том, что они раздают мирному населению оружие, а летом, попав под украинское следствие по обвинению в государственной измене, заявит, что в захваченных административных зданий Славянска 12 апреля принимали участие около тысячи человек, среди них примерно 100 бывших сотрудников МВД и СБУ, около 250 участников «казачьего ополчения» и «650 человек ополчения из Харькова и Луганска».

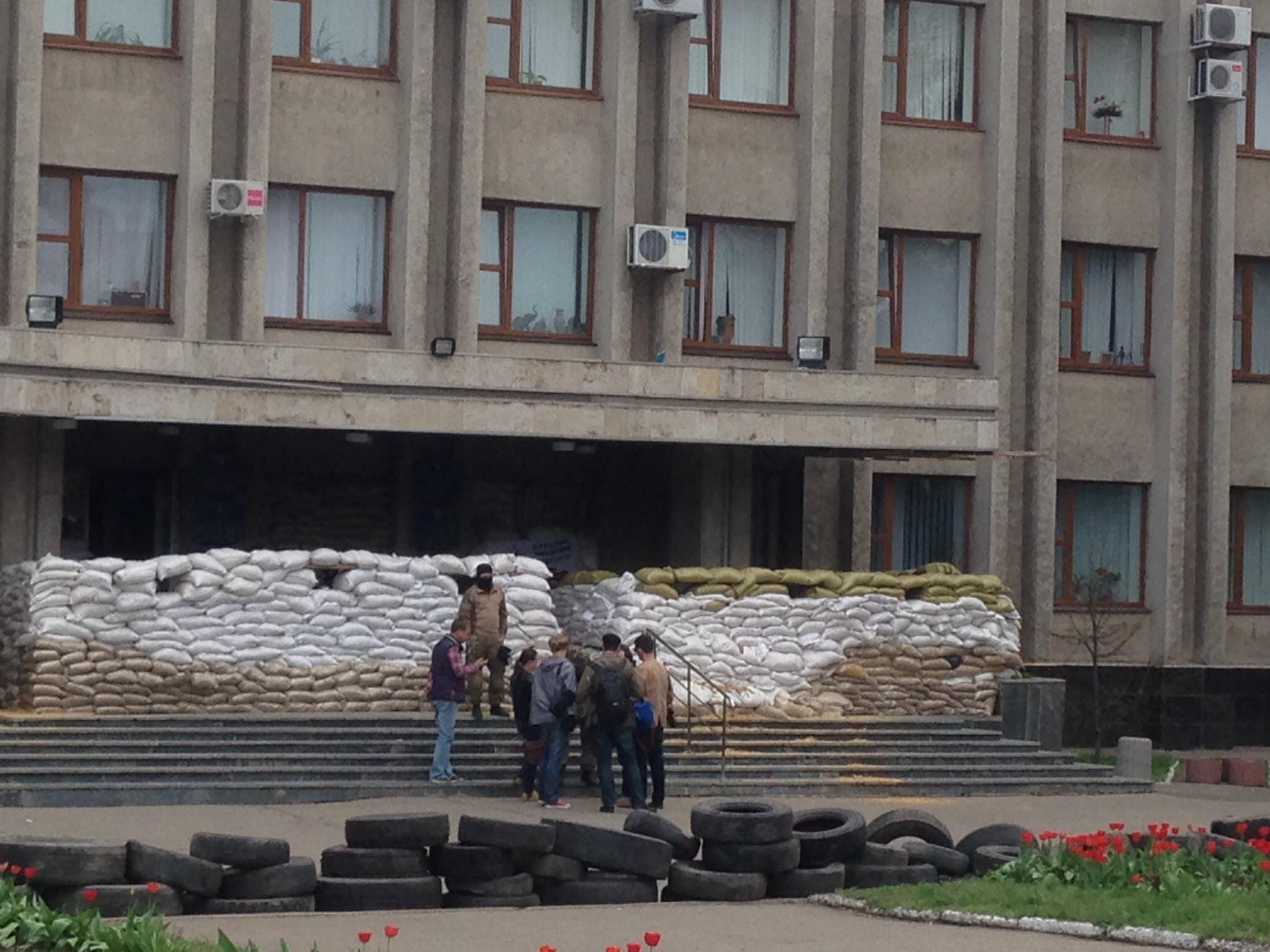
Забаррикадированный вход в захваченное здание.
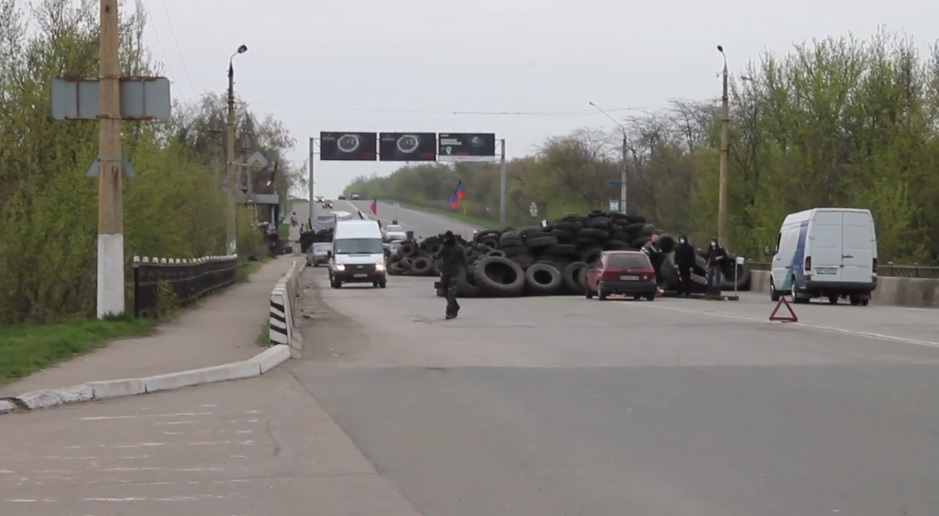
Блокпост сепаратистов в Краматорске, 19 апреля 2014 года
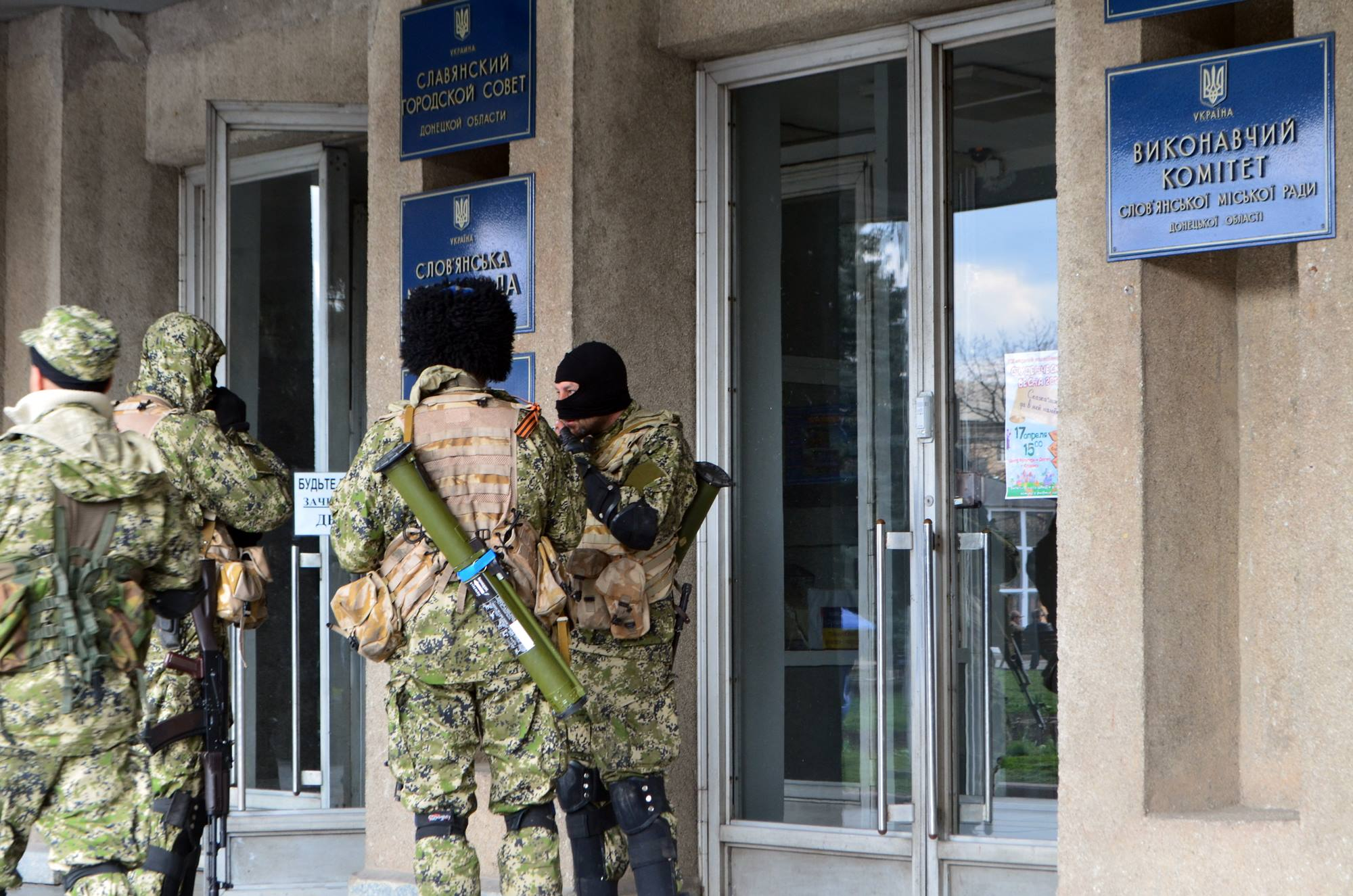
Боевики Стрелкова возле администрации Славянска

### Начало антитеррористической операции

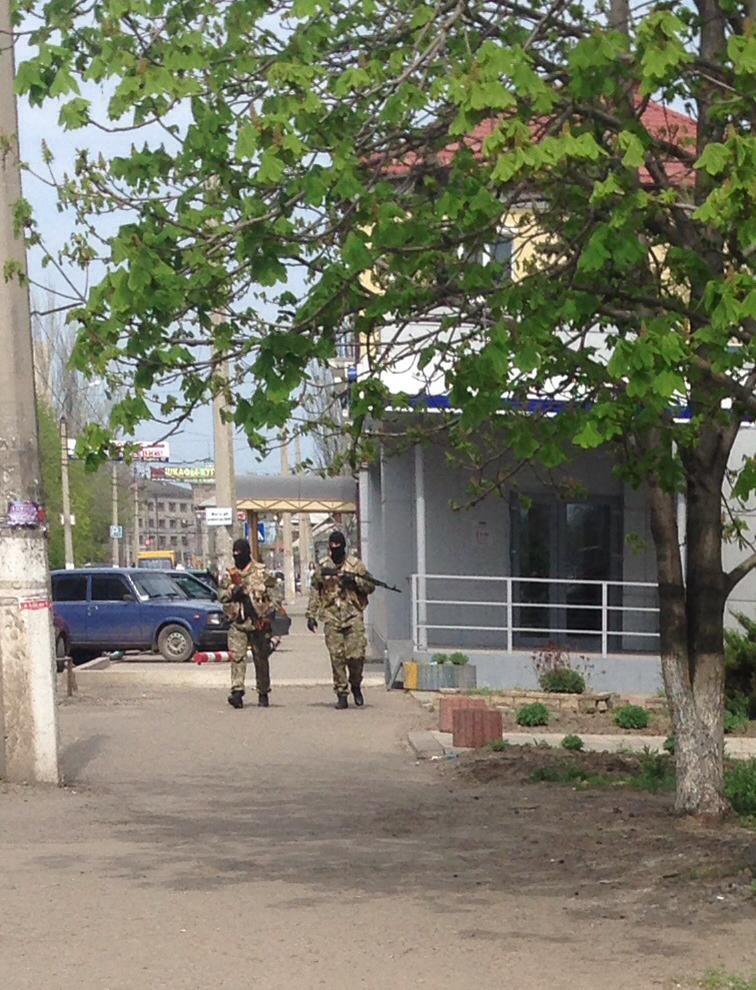
боевики в масках в Славянске

13 апреля в восьми километрах от Славянска в районе посёлка Семёновка отряд Гиркина атаковал группу СБУ, которая проводила рекогносцировку местности под прикрытием «Альфы». На помощь Альфе пришёл отряд десанта 80-й десантной бригады под руководством Вадима Сухаревского. В результате боя был убит офицер спецподразделения «Альфа» Геннадий Биличенко, тяжёлые ранения получили командир «Альфы» и полковник СБУ, ранен сотрудник МВД. Нападавшие россияне и сепаратисты отступили.
В этот же день Совет национальной безопасности и обороны Украины принял решение о начале антитеррористической операции (АТО). Глава МВД Украины Арсен Аваков сообщил о начале силовой операции в Славянске под руководством антитеррористического центра СБУ.
В ответ на действия сотрудников милиции, которые со стрельбой разблокировали блокпост в посёлке Черевковка на въезде в город, боевики возвели баррикаду на мосту через реку Нижний Торец, на дороге со стороны Донецка. В МВД Украины сообщили, что на боевое дежурство в район Изюм-Славянск заступает резервный батальон Национальной гвардии Украины, воссозданной новыми властями на основе внутренних войск с привлечением добровольцев: «В составе батальона — 350 бойцов из числа резервистов, прошедших подготовку в учебном центре „Новые Петровцы“, и членов Самообороны Майдана».
В течение всего дня из Славянска поступала противоречивая информация о ходе противостояния. Тем не менее стало очевидно, что переломить ситуацию украинским силовым структурам так и не удалось. Всё, чего они смогли добиться, было разблокирование двух блокпостов на въезде в Славянск со стороны Краматорска. Остальные въезды в город, а также административные здания и улицы райцентра остались под контролем оппозиции.
С 13 апреля в связи с подозрениями, что Неля Штепа поддерживает контакты с украинскими властями, её отстранили от руководства городской администрацией, и Вячеслав Пономарёв взял на себя обязанности коменданта («народного мэра») Славянска. Отношения Штепы с руководством боевиков впоследствии дали украинской прокуратуре основание для возбуждения против неё уголовного дела по подозрению в совершении действий, предусмотренных ч. 2 ст. 110 Уголовного кодекса Украины (посягательство на территориальную целостность и неприкосновенность Украины) и ч. 1 ст. 258-3 (создание террористической группы или организации).
14 апреля, по сообщению корреспондента LB.ua, в Славянск пришло несколько военных грузовиков с подкреплением. Корреспондент заметил у боевиков пулемёты, гранатомёты и снайперские винтовки Драгунова.
Вооружённые люди в камуфляжной форме у здания исполкома Славянска рассказали местным журналистам, что они и есть те самые «вежливые зелёные человечки», которых не так давно наблюдали по телевизору в Крыму. На вопрос об их национальности они ответили, что являются украинцами и прибыли в Славянск для «обеспечения светлого будущего горожан».
Как сообщали журналисты, занятия в школах Славянска были отменены, на улицах пустынно, люди старались лишний раз не выходить из дома. Центр перегорожен баррикадами, грузовыми автомобилями. Были закрыты фактически все магазины, большинство отделений банков, не работали банкоматы. Вооружённые люди в балаклавах установили блокпост у въезда на аэродром в Славянске.
14 апреля СБУ опубликовала перехваченные телефонные разговоры между боевиками в Славянске. Как было сказано в сообщении СБУ, «документально подтверждённые материалы … свидетельствуют о том, что в восточной части Украины проходит широкомасштабная военная агрессия Российской Федерации, которая осуществляется силами разведывательно-диверсионных групп ГРУ генштаба вооружённых сил РФ», которые захватывают здания правоохранительных органов, органов государственной власти и местного самоуправления: «Целью деятельности этих диверсионных групп является терроризирование местного населения, срыв переговоров в формате Украина — США — ЕС — РФ и уничтожение украинских правоохранителей».
15 апреля городской голова Неля Штепа после совещания мэров и руководителей районных администраций Донецкой области под руководством губернатора Сергея Таруты в Донецке заявила журналистам, что приехавшие в Славянск вооружённые люди раздали населению около тысячи автоматов и сотню гранатомётов «Муха». Штепа также сказала, что «зелёные человечки» «конфисковали у нашей милиции 400 пистолетов и 20 автоматов, и всё это раздали нашим жителям, чтобы сегодня полностью устрашать город». Штепа добавила: «Они (прибывшие в город боевики) ждут сегодня, что начнутся антитеррористические действия, и они пригласят войска России. Но я сразу хочу сказать: в городе Славянске никто не хочет переходить в Россию».

### Первый штурм
В ночь на 15 апреля произошла перестрелка на блокпосту со стороны Андреевки. Объявивший себя «главой Славянска», командир батальона «самообороны» Вячеслав Пономарёв заявил, что в Славянске и на блокпостах, установленных сепаратистами на въездах в город, обстановка была спокойная и попыток ввести войска не было.
16 апреля в Славянске появилась украинская бронетехника, захваченная сепаратистами в соседнем Краматорске. В Славянск боевые машины десанта прибыли уже под российскими флагами. В дальнейшем поступила информация, что эта бронетехника принадлежала 25-й отдельной аэромобильной бригаде ВСУ и состояла из одной БМД-2 (№ 824), одной БМД-1 (№ 813), одной САУ «Нона» (№ 914) и трёх БТР-Д (№ 709, 815, 847). Временно исполняющий обязанности президента Александр Турчинов обвинил военнослужащих 25-й бригады в сдаче оружия и боевой техники.
16 апреля Минобороны Украины подтвердило, что пророссийские активисты в Краматорске захватили 6 единиц бронетехники ВСУ — передовой отряд бронетехники, направленной сюда по плану АТО: «В центре города движение колонны заблокировали местные жители, среди которых были замечены представители российских диверсионно-террористических групп. В результате блокирования экстремисты захватили технику, и колонна направилась в сторону Славянска».
17 апреля пресс-служба Министерства обороны Украины сообщила, что шесть машин БМД ВСУ остаются заблокированными в центре Славянска: «Личный состав и экипажи этих боевых машин, среди которых большинство — призванные во время мобилизации военнообязанные, отбыли к местам постоянной дислокации в Днепропетровской области… 15 единиц бронированной техники (БМД), которые были заблокированы пророссийски настроенными активистами возле посёлка Пчёлкино на южной окраине Краматорска, по состоянию на 08.00 17 апреля возвращаются к месту постоянной дислокации в Днепропетровской области. Во избежание жертв среди гражданского населения военнослужащие отдали затворы от части стрелкового оружия командующему ВДВ, который выступил гарантом неприменения оружия против местных жителей, которых вооружённые экстремисты используют в качестве живого щита. За время блокирования столкновений с местными жителями не было», — сообщили в Минобороны.
В ходе контратаки 17 апреля 10 боевиков захватили телебашню на горе Карачун и возобновили вещание российских каналов. Тем временем украинские десантники уничтожили блокпост боевиков в селе Сергеевка.

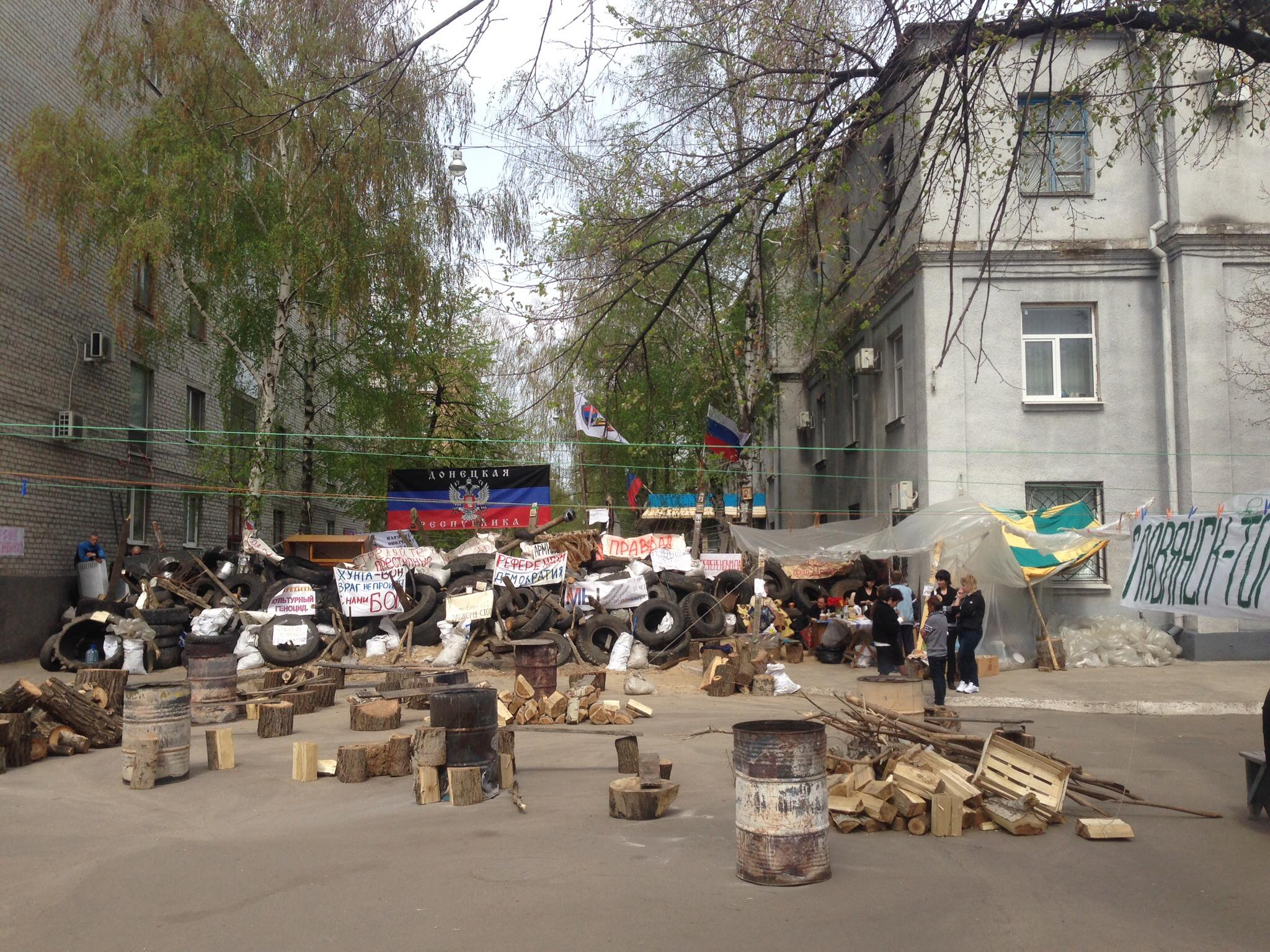
Баррикады в Славянске

18 апреля украинские спецслужбы совместно с персоналом телебашни вновь заблокировали российские каналы, после чего покинули объект, а затем боевики повторно захватили его.

### Продолжение противостояния
20 апреля В 02:20 ночи на блокпосту посёлка Былбасовка на западном въезде в город произошла перестрелка. Со стороны находившихся на блокпосту погибло три человека, двое из которых были местными жителями. Боевики и МИД России обвинили в столкновении «Правый сектор», сам «Правый сектор» и СНБО отрицали эти обвинения; однако позднее Дмитрий Ярош признал, что у него «первый бой был на Пасху, 20 апреля, под Славянском».
22 апреля в окрестностях Славянска местными рыбаками в водах реки были найдены два тела, у которых были вспороты животы и присутствовали другие следы пыток. В одном из тел позднее опознали пропавшего незадолго до этого депутата горловского горсовета, члена партии «Батькивщина» Владимира Рыбака. Ранее депутат пытался пройти в горисполком и снять флаг Донецкой народной республики, но на входе в здание у него возник конфликт с представителями «самообороны». Второе тело принадлежит 19-летнему студенту-киевлянину Юрию Поправко.

### Второй штурм
24 апреля в ходе боёв на окраинах Славянска и возле села Крестище, правительственные войска временно овладели тремя блокпостами боевиков. В частности, украинский БТР расстрелял блокпост боевиков на дороге Славянск-Святогорск. Последние понесли потери убитыми и ранеными. На помощь боевикам Славянска пришли боевики из Красного Лимана. К полудню правительственные войска отступили от города. Владимир Путин предупредил, что использование украинскими властями армии против народа будет иметь последствия. Российская армия начала военные учения на границе с Украиной, выйдя на расстояние визуального контакта с украинскими пограничниками. В результате командование армии Украины приостановило операцию.
СБУ заявила, что захватила двух членов группы Игоря Стрелкова — граждан «П» и «С» — «П» обвиняется в том, что он организовывал захват административных зданий в Артёмовске и Славянске и отвечал за поставки оружия боевикам, а «С» — «может быть техническим специалистом, который отвечает за шифрованную связь с Центром и обладает важной информацией о деятельности пророссийских сил на Украине».
В ходе контратаки 25 апреля на аэродроме Краматорска в результате обстрела были уничтожены вертолёт ВВС Украины Ми-8 и самолёт АН-2, пострадал командир экипажа вертолёта и здание аэропорта. Украинские власти решили временно отказаться от идеи штурма Славянска и устроить полную блокаду, чтобы не дать возможность местным силам «самообороны» получить подкрепление.
На подъездах к Славянску членами «народной самообороны» был задержан автобус, в котором находилось 8 военных наблюдателей из Европы и 5 офицеров Генштаба Украины. Офицеров заподозрили в шпионаже. Позже представители боевиков заявили, что готовы обменять задержанных европейских военных на своих арестованных активистов.

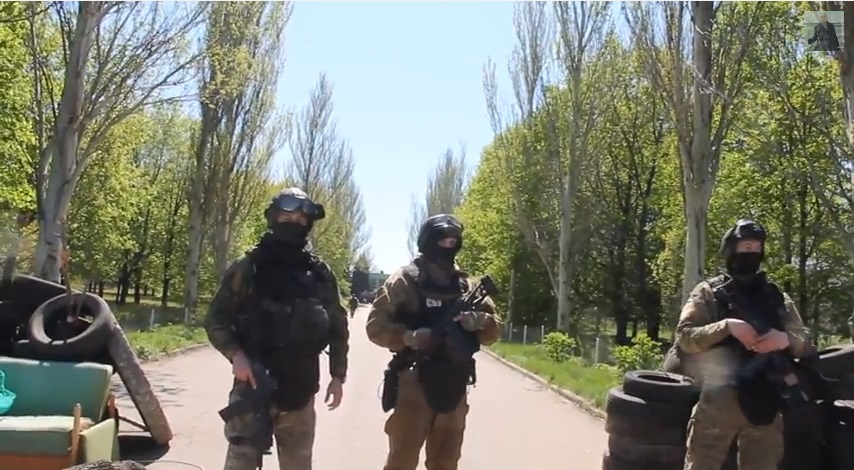
Украинские военные под Краматорском.
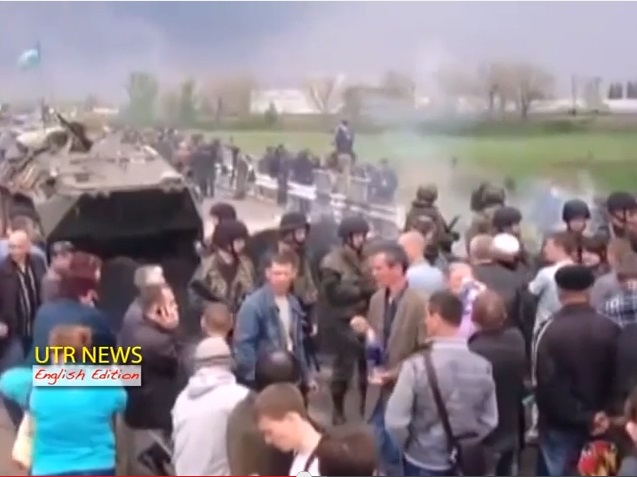
Население блокирует украинских военных в окрестностях Славянска.

### Третий штурм
В 5 часов утра 2 мая внутренние войска и национальная гвардия при поддержке бронетехники и вертолётов вооружённых сил Украины атаковали блокпосты на подступах к Славянску, начался новый штурм. Почти сразу военными был занят блокпост в пгт. Былбасовка, а позднее — телецентр Славянска на горе Карачун.
В частности, СМИ сообщили о перестрелках на блокпостах и в районе железнодорожного вокзала. Представитель СБУ заявил, что в районе комбикормового завода был обстрелян вертолёт МЧС, с бригадой медиков, один из которых был ранен. Украинским военным удалось установить контроль над Телебашней на горе Карачун и отключить телевидение в городе, они окружили город и отбили 10 блокпостов, оттеснив сепаратистов к центру, где те начали возводить баррикады. В конце дня боевики заявили, что им в очередной раз удалось отстоять город.
Украинские СМИ со ссылкой на Минобороны сообщили о потере двух вертолётов огневой поддержки Ми-24 (они были сбиты из ПЗРК) и повреждении десантного вертолёта Ми-8. Из двух экипажей вертолётов Ми-24 (шесть человек) погибло пятеро:
- майор Руслан Плоходько (командир экипажа вертолёта Ми-24 «40 жёлтый»)
- майор Александр Сабада (член экипажа вертолёта Ми-24 «40 жёлтый»)
- капитан Николай Топчий (член экипажа вертолёта Ми-24 «40 жёлтый»)
- майор Сергей Руденко (командир экипажа вертолёта Ми-24 «09 жёлтый»)
- старший лейтенант Игорь Гришин (член экипажа вертолёта Ми-24 «09 жёлтый»)

Шестой вертолётчик (старший лейтенант Евгений Краснокутский, член экипажа вертолёта Ми-24 «09 жёлтый») раненым был подобран боевиками и доставлен в городскую больницу (освобождён 5 мая). Со стороны боевиков 1 убитый и десятки раненых.
МВД Украины огласила требования к жителям Славянска, заключающиеся в сдаче оружия, освобождении всех заложников (сотрудников миссии ОБСЕ, журналистов, бывшего городского главы Славянска Нелли Штепы и других людей) и захваченных административных зданий, прекращении беспорядков и погромов. Власти сообщили о готовности амнистировать участников противостояния и захвата зданий, не совершивших тяжких преступлений.
В ночь на 3 мая штурм возобновился. Перестрелка шла в районе посёлка Ясногорка, где невооружённой толпой и боевиками была заблокирована колонна из БТР и военной техники украинской армии, а также посёлка Андреевка. Со стороны силовиков участвовала 95-я отдельная воздушно-десантная бригада. В результате ночного боя погибло 2 силовика и 10 боевиков.
К вечеру 3 мая боевики заявили о том, что под их контролем остался лишь центр Краматорска, их штаб теперь контролируют бойцы Национальной гвардии Украины, также было освобождено управление СБУ. Местная пресса сообщает о том, что правительственные войска заняли все блокпосты вокруг города, аэропорт и телецентр, где было восстановлено вещание украинских каналов.
На утро 4 мая боевики заявили, что восстановили контроль над Краматорском и рядом других ключевых городов Донецкой области.
5 мая боевые действия под Славянском возобновились, частям Национальной Гвардии удалось вернуть под свой контроль телестанцию и возобновить трансляцию украинских телеканалов. В результате столкновений в микрорайоне Семёновка проправительственные силы потеряли 4-х человек убитыми, со стороны местных жителей погибло 20 человек. Около полудня боевики сбили ещё один вертолёт огневой поддержки Ми-24, используя крупнокалиберный пулемёт. В свою очередь, украинские самолёты уничтожили собранный из гражданских грузовых вагонов бронепоезд боевиков.
9 мая 2014 года в ходе празднования Дня Победы на организованном сепаратистами митинге выступила городской голова Неля Штепа, призвавшая участвовать в референдуме 11 мая. «Народный мэр» Славянска Вячеслав Пономарёв заявил о том, что военнослужащих украинской армии в плен больше брать не станут и их будут «валить».
12 мая 2014 года, после проведённого накануне референдума о будущем Донбасса, Стрелков заявил, что принял должность командующего вооружёнными силами самопровозглашённой Донецкой Народной Республики и объявил о введении режима «контртеррористической операции» (КТО). В изданном Стрелковым приказе содержится обращение к Российской Федерации «принять адекватные ситуации меры к защите населения ДНР, включая возможность ввода контингента миротворческих сил со стороны восточной границы». В нём также заявлено, что «в рамках КТО все боевики украинских неонацистских группировок (Национальная гвардия Украины, Правый сектор, батальон Ляшко, батальон Донбасс и др.) подлежат задержанию, разоружению, а в случае вооружённого сопротивления — уничтожаются на месте».
13 мая 2014 года колонна украинских военных попала в засаду боевиков в районе села Октябрьское, в 20 км от Краматорска. Игорь Стрелков сообщил в своём коммюнике, что бойцы ДНР напали на колонну нацгвардии, доставляющую боеприпасы в расположение украинских частей на горе Карачун. По официальной же версии МВД колонна «везла воду и продукты из одного блокпоста на другой». В ходе перестрелки погибло 7 десантников 95-й аэромобильной бригады. Также в результате столкновения десантники потеряли один БТР и один ГАЗ-66 с миномётной установкой. Согласно данным МВД, со стороны боевиков также имелись раненые и убитые, но их количество неизвестно. По информации же боевиков, их потери составили двое человек.
16 мая 2014 года, по истечении срока ультиматума, боевики атаковали базу украинских силовиков в районе Изюма, а также заблокировали и обстреляли военный аэродром в Краматорске.
18 мая 2014 года силовики при поддержке тяжёлой артиллерии и штурмовой авиации предприняли очередной штурм по оси Славянск-Краматорск. В итоге им удалось прорваться в Краматорск, завязались уличные бои. По словам представителя «народной самообороны» города, колонна бронетехники в составе шести БТР не смогла продвинуться дальше моста в районе завода «Энергомашспецсталь». Подразделения украинских силовиков отошли в сторону горы Карачун. В ходе ночных боёв с 18 на 19 мая боевикам удалось вернуть контроль над двумя ранее захваченными блокпостами.
19 мая 2014 года боевикам удалось подбить один БТР нацгвардии, обстреляв из ПТУР блокпост между Краматорском и Славянском в посёлке Черевковка. Также при миномётном обстреле горы Карачун был убит один и ранены двое силовиков.
В ночь на 25 мая под Славянском погибли итальянский журналист Андреа Роккелли и сопровождавший его российский журналист и правозащитник Андрей Миронов. Вместе с ними в автомобиле находился французский фотограф Уильям Рогулен, который был ранен. По сообщениям боевиков, автомобиль с журналистами был обстрелян из миномёта со стороны украинских военных, когда группа остановилась у блокпоста боевиков. Первый вице-премьер Украины Виталий Ярема, однако, заявил, что миномётный обстрел вёлся со стороны боевиков. 12 июля 2019 года суд в итальянском городе Павия признал командира подразделения Национальной гвардии Украины Виталия Маркива виновным в убийстве Андреа Роккелли, приговорив его к 24 годам тюремного заключения. 3 ноября 2020 года Миланский апелляционный суд оправдал и отменил приговор Виталию Маркиву.
29 мая 2014 года боевики на юго-восточной окраине Славянска в районе посёлка Червоный Молочар сбили военный украинский вертолёт Ми-8, в результате падения погибло 14 находившихся на борту украинских военных, в том числе генерал внутренних войск Украины Сергей Кульчицкий. В тот же день боевики атаковали украинскую колонну из Изюма в районе села Долина.

### Четвёртый штурм

Карта боевых действий 1 по 5 июля 2014 года.

3 июня появились сообщения, что украинская армия начала очередной штурм Славянска. Арсен Аваков заявил об уничтожении блокпостов боевиков в районе Семёновки. Боевые действия велись и в районе посёлка Царицыно.
4 июня боевики заявили о сбитом Су-25, украинские военные, в свою очередь, опровергли эту информацию.
5 июня украинские силовики установили контроль над Лиманом.
6 июня над Славянском выстрелом из ПЗРК был сбит самолёт воздушного наблюдения Ан-30Б ВВС Украины, при этом погибли пятеро членов экипажа, троим удалось успешно покинуть самолёт.
24 июня, во время объявленного Украиной одностороннего прекращения огня, в районе горы Карачун выстрелом из ПЗРК был сбит вертолёт правительственных сил Ми-8.
1 июля, в ходе боёв с Национальной гвардией в окрестностях Славянска, по данным помощника Игоря Стрелкова, командиры боевиков «Беркут», «Филин» и «Минёр» дезертировали с позиций в город Енакиево. При отходе 124 боевиков из ключевого пункта Николаевка, из которого снабжался Славянск, «Минёр» заявил о наличии приказа Стрелкова, а позднее сказал, что приказ был отдан Безлером. При отходе были сняты минные поля. В результате штурма 4 июля Николаевка была занята украинскими войсками, после чего Славянск оказался в полном окружении.
4 июля пресс-служба Донецкой ОГА сообщила о продолжении боевых действий в ряде населённых пунктов — в частности, в Краматорске, Славянске, а также в Славянском районе. Город Николаевка был блокирован силовиками АТО «с целью прекращения материально-технического обеспечения боевиков Славянска». В самом Славянске, по сообщению пресс-службы, были уничтожены 6 опорных пунктов и склад боеприпасов. Продолжился обстрел горы Карачун. В Славянском районе в посёлке Семёновка был разгромлен склад боеприпасов и оружия, силовики взяли под свой контроль участок трассы Харьков-Ростов. В Краматорске периодически велась артиллерийская стрельба. Сообщалось о пострадавших среди мирных жителей. Работа городского транспорта была остановлена. В посёлках, расположенных на окраинах города, отмечались перебои с электро- и газоснабжением.

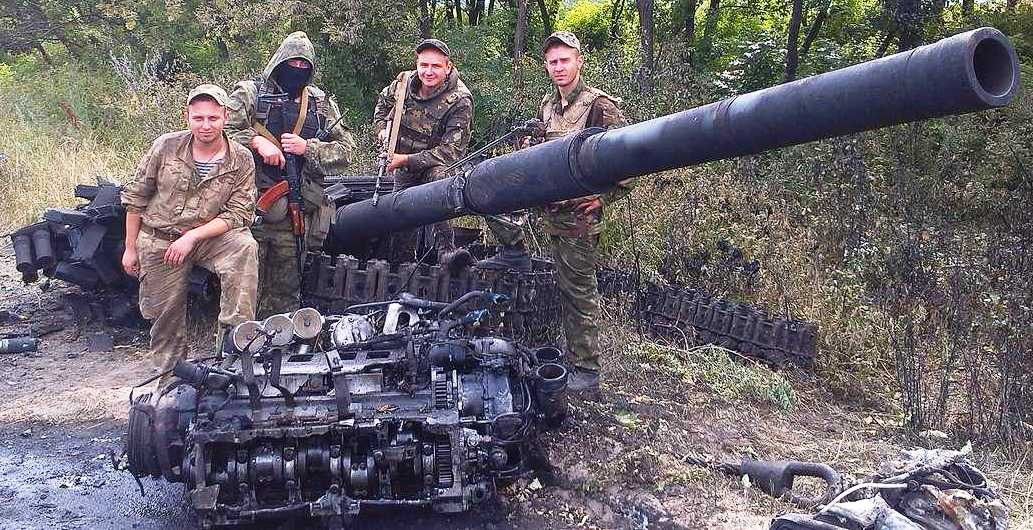
КПП 5 под Славянском. 5 июля 2014 года уничтожена бронеколонна пророссийских войск.

Тем временем Игорь Стрелков на странице группы Сводки от Стрелкова Игоря Ивановича в ВКонтакте признал, что падение Славянска, а вслед за этим и ДНР и ЛНР в целом произойдёт «в самом скором времени»: «Николаевка окружена. Связи с гарнизоном нет. Продолжаются непрерывные обстрелы Семёновки, Николаевки, ТЭЦ. Количество расходуемых снарядов такое, что в Чечне такого не видал. Ночью Славянск был неоднократно обстрелян… Население охватила паника. Все проклинают Киев, Порошенко и… Россию. Которая дала надежду и бросила на произвол карателей… ». По словам Стрелкова, украинская армия «давит сплошным потоком брони и снарядов. Пехота практически не используется — только зачищает практически сравненные с землёй населённые пункты. Геноцид в чистом виде. Если Россия не вступит в дело в самое ближайшее время, Новороссия погибнет в самом скором времени. Славянск погибнет намного раньше, чем все остальные. Наше снабжение полностью прервано. Так что разгрузки, ботинки, приборы ночного видения и всё прочее можно смело отправлять куда угодно — к нам они уже не дойдут».

### Вывод сепаратистов из Славянска. Переход города под контроль правительственных сил
В ночь на 5 июля крупная группа боевиков с колонной бронетехники с боем прорвалась из окружённого Славянска в соседний Краматорск, откуда позднее направилась в Горловку и Донецк. По словам Стрелкова, город покинуло 80-90 % техники, вооружения и личного состава боевиков, их семьи, а также лица, им помогавшие. Прорыв сопровождался отвлекающим ударом бронегруппы, большая часть которой была уничтожена. По сообщению начальника Генерального штаба Украины Виктора Муженко, в ходе прорыва были подбиты один танк, две БМП и две БМД боевиков.
Славянск перешёл под контроль украинских силовиков, над Славянским городским советом был поднят государственный флаг Украины.
6 июля Служба безопасности Украины заявила о задержании четырёх боевиков, которые участвовали в столкновениях с ВСУ под Славянском.

## Стороны конфликта

### Силы сторон
По заявлению министерства обороны Российской Федерации, в операции на востоке Украины была задействована группировка украинских войск численностью более 11 тысяч человек, имевшая на вооружении около 160 боевых танков, более 230 боевых бронированных машин, не менее 150 артиллерийских систем, большое количество авиации. В обороне Славянска и Краматорска, по оценкам военных аналитиков, принимало участие от 800 до 2500 бойцов, имевших на вооружении 8 единиц бронетехники, миномёты, пулемёты, гранатомёты, ПЗРК, ПТУР.

### Потери сторон

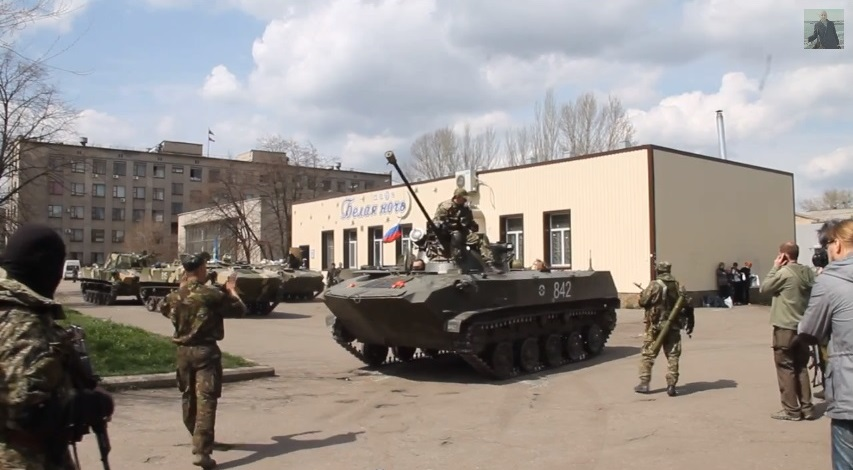
БМД украинской армии, захваченные «силами самообороны» Славянска, апрель 2014.

По приблизительным оценкам, в ходе боёв в районе Славянска и Краматорска по состоянию на 13 мая погибло до 29 украинских военнослужащих, более семидесяти было ранено. Были уничтожены три вертолёта Ми-24 и ещё один Ми-24 был подбит, были уничтожены вертолёт Ми-8, самолёт Ан-30, захвачены боевиками 6 бронемашин БМД-1, 1 БТР. В результате контрнаступления боевиков были взорваны 2 БТР и автомобиль «Урал» с РСЗО «Град». Со стороны боевиков погибло около 45 человек, более ста были ранены.
5 июля спикер информационного центра СНБО Андрей Лысенко сообщил на брифинге, что в ходе прорыва сепаратистских формирований из Славянска силы АТО уничтожили пять единиц бронетехники боевиков: один танк, две БМП и две БТР.

### Участие граждан России

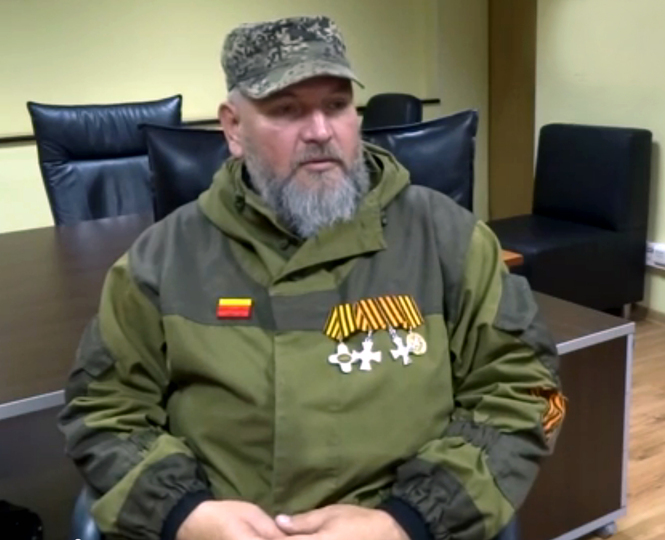
Участник боёв в Славянске, гражданин РФ Евгений Скрипник (псевдоним Евгений Горбик)

По данным спецслужб, Украине противостоял отряд диверсантов из состава российского ГРУ под командованием Игоря Стрелкова. 14 апреля СБУ опубликовала аудиозапись, на которой слышно, как переговариваются несколько неизвестных, которые обсуждают блокировку дорог в Славянске. Кроме того, был приведён разговор некоего «Александра», звонившего с российского номера, и неизвестного с позывным «Стрелок». Они обсуждали боестолкновение в Славянске, произошедшее 13 апреля, во время которого офицер СБУ погиб и пять человек получили ранения. По сообщению «Украинской правды», номер телефона Александра, который указан в записи, принадлежит российскому политологу Александру Бородаю. 
24 апреля в интервью американскому журналу «Тайм» находившийся в Славянске боец с позывным Бабай подтвердил присутствие в рядах боевиков иностранных граждан. 26 апреля сам Игорь Стрелков сообщил в интервью, что его группа пришла из Крыма и в её составе были россияне. По словам рядового добровольца, прибывшего из Петербурга в составе организованной монархистами Нового Русского общевоинского союза нелегальной группы из 10 человек, граждане России в Славянске были представлены либо такими же добровольцами, либо внештатными сотрудниками ФСБ.
Также о наличии у боевиков оружия из России заявляли и украинская сторона, и сами боевики.

### Участие иных иностранных граждан
МИД Украины опроверг информацию об участии в событиях на востоке Украины «американских наёмников», заявив, что антитеррористическая операция, по состоянию на 2 мая 2014 года, проводится исключительно силами СБУ, Минобороны, МВД и Национальной гвардии и что в ней не участвуют иностранцы и гражданские формирования вроде «Правого сектора».

## Обстановка в городе
6 июня в результате боёв были повреждены высоковольтные линии возле Славянска, что оставило без электричества часть города и 40 населённых пунктов Славянского района. Возможность ремонта линий сильно затруднена из-за боевых действий. Через несколько дней Славянск приблизился к гуманитарной катастрофе: в городе нет света, прекращена подача воды, отсутствует транспортное сообщение с другими населёнными пунктами, АЗС разрушены, а мобильная связь работает с перебоями.

## Действия сепаратистов

### Расстрелы
По словам Игоря Друзя, старшего советника Игоря Стрелкова, в Славянске были случаи «расстрелов за тяжкие преступления в условиях чрезвычайного положения» на контролируемых сепаратистами территориях.

### Задержание европейских наблюдателей
25 апреля боевиками была задержана группа военных наблюдателей миссии ОБСЕ, в том числе 4 гражданина Германии и по одному из Чехии, Польши, Дании и Швеции. В ОБСЕ сообщили, что «наблюдатели» не являются их сотрудниками, их направили страны-члены организации согласно Венским документам по повышению мер доверия в военной сфере.
27 апреля в Славянск прибыли переговорщики от ОБСЕ для обсуждения условий освобождения задержанных европейских военных. В тот же день задержанные наблюдатели выступили на пресс-конференции. Они считают, что находятся не в плену, а под охраной местного градоначальника, и заверили журналистов, что с ними обходятся максимально корректно, но им неизвестно, когда они смогут вернуться домой. В тот же день по состоянию здоровья был отпущен один из задержанных — гражданин Швеции, страдающий лёгкой формой диабета.
3 мая на фоне активизировавшейся за день до этого наступательной операции украинских военных, Вячеслав Пономарёв сообщил о намерении выпустить на свободу задержанных ранее представителей ОБСЕ, аргументируя это небезопасной обстановкой в городе. В тот же день они были освобождены и переданы представителю президента РФ Владимиру Лукину, ранее направленному в Славянск для переговоров. Владимир Лукин в свою очередь передал освобождённых секретарю Совета Европы Турбьёрну Ягланду, с которым они отправились в Донецк. 4 мая все семь военных наблюдателей были доставлены в Берлин.
26 мая боевиками снова были задержаны четверо наблюдателей миссии ОБСЕ.

### Задержание украинских силовиков
26 апреля в Горловке боевиками были пленены и переправлены в Славянск три офицера спецподразделения СБУ «Альфа»: майор Сергей Потемский, подполковник Ростислав Кияшко и капитан Евгений Веринский. Позже факт пленения сотрудников был подтверждён СБУ. 7 мая они были освобождены в обмен на «народного губернатора» Донецкой области Павла Губарева, заместителя «народного мэра» Славянска Игоря Перепечаенко и активиста из Херсонской области Сергея Злобина.

### Задержания журналистов
21 апреля американский журналист Vice News Саймон Островский был задержан боевиками по подозрению в шпионаже на Правый сектор. Пономарёв сперва отрицал задержание журналиста, но позже заявил о планах разрешить ему дальнейшую работу в Славянске, или обменять на Павла Губарева. По его словам, боевиками удерживаются 10 человек. 24 апреля Островский в итоге был освобождён на фоне требований Госдепартамента США к России способствовать его освобождению.
2 мая боевики отпустили корреспондента издания «Базфид» Майка Джиглио и его переводчицу, захваченных ранее в этот день вместе со съёмочными группами телеканалов SkyNews и CBS, также отпущенными.

### Задержание мирных граждан
26 апреля стало известно о том, что в Славянске исчезли украинский театральный режиссёр Павел Юров и художник Денис Грищук, на тот момент командование боевиков не взяло на себя ответственность за их задержание. Артисты приехали в город, чтобы ознакомиться с происходящим там для подготовки спектакля, однако были остановлены боевиками и, предположительно, с этого момента содержатся в здании бывшего СБУ.
Письмо в поддержку Юрова и Грищука подписало около 500 деятелей культуры Украины и Польши. В РФ Евгений Миронов, Ксения Рапопорт, Александр Калягин, Валерий Фокин, Михаил Пореченков и другие также подписали открытое письмо, в котором призвали новые власти города освободить своих коллег, сообщив о готовности поручиться за них, так как те: «много сделали для русско-украинских культурных связей».
По данным представителя Украинского Хельсинкского союза по правам человека Олега Веремеенко, на 6 мая 2014 года в Славянске в плену удерживалось 15—20 человек, среди которых было трое журналистов и восемнадцатилетний студент.
7 июля стало известно об освобождении украинскими силовиками пленных, удерживавшихся боевиками. Среди них были бывшая городской голова Славянска Нелли Штепа, а также ряд театральных деятелей: режиссёр киевского театра «Сузирья» Павел Юров, художник Денис Грищук, студент Иван Опря и журналистка Ирма Крат.

## Заседания Совета безопасности ООН по ситуации в Славянске
2 мая, на фоне перешедшей в активную фазу военной операции в Славянске, Россия созвала Совбез ООН на экстренное заседание в связи с ситуацией в Славянске. В ходе заседания высказались представители России, США, Китая, Франции, Великобритании, Люксембурга, Аргентины, Австралии, Чада, Литвы, Нигерии, Иордании, Чили, Руанды и Украины. В роли председателя заседания выступала Республика Корея. По завершении заседания постпред России при ООН Виталий Чуркин предложил коллегам сделать заявление о призыве к немедленному прекращению любого насилия, включая использование вооружённых сил, на востоке Украины и серьёзно заняться реализацией Женевского договора в полном объёме. По этому предложению постпред Республики Корея при ООН О Джун попросил координаторов поработать над этим вопросом.